# Robert Zellinger de Balkany
Robert Zellinger de Balkany (o più semplicemente Robert de Balkany) (Iclod, 4 agosto 1931 – Ginevra, 19 settembre 2015) è stato un imprenditore francese di origine ungherese.

## Biografia
Robert Zellinger de Balkany era figlio di Aladar Zellinger-Balkányi, nato l'11 luglio 1900 a Biucimi (Ungheria), appaltatore di opere pubbliche naturalizzato francese nel 1956.
Robert de Balkany ha studiato architettura negli Stati Uniti e ha poi abbracciato la carriera di sviluppatore immobiliare, come suo padre.
Ha scoperto negli Stati Uniti il nuovo concetto di grandi centri commerciali e ha deciso di importarlo in Francia. Nel novembre 1969 ha aperto il suo primo grande complesso di questo tipo, Parly 2, nella periferia occidentale di Parigi, a Le Chesnay; combina un centro commerciale e un enorme complesso residenziale in condominio. Questo progetto ha riscosso grande successo e la società fondata da Robert de Balkany, SCC - Shopping Center Company, declinerà tale concetto non solo nella regione di Parigi (Rosny 2, Vélizy 2, Evry 2, Ulis 2), bensì anche in altre città francesi (La Part-Dieu a Lione, ecc.) e in vari paesi europei e del Medio Oriente.
Robert de Balkany ha profondamente trasformato l'urbanistica dell'Île-de-France. È con Claude Balik, suo architetto preferito, all'origine di numerosi progetti immobiliari e architettonici innovativi per la loro dimensione e la qualità della loro progettazione: Elysee 1 ed Elysee 2 nel 1963 con 1 450 appartamenti a La Celle Saint Cloud, parco Montaigne a Fontenay-le-Fleury, nonché il più grande condominio d'Europa Parly 2 e Grigny 2 (tra il 1968 e il 1978) con 7 500 appartamenti, accanto al centro commerciale omonimo. Successivamente, Balkany si è rivolto alla realizzazione e gestione di diversi centri commerciali in Francia, in Europa e nel resto del mondo.

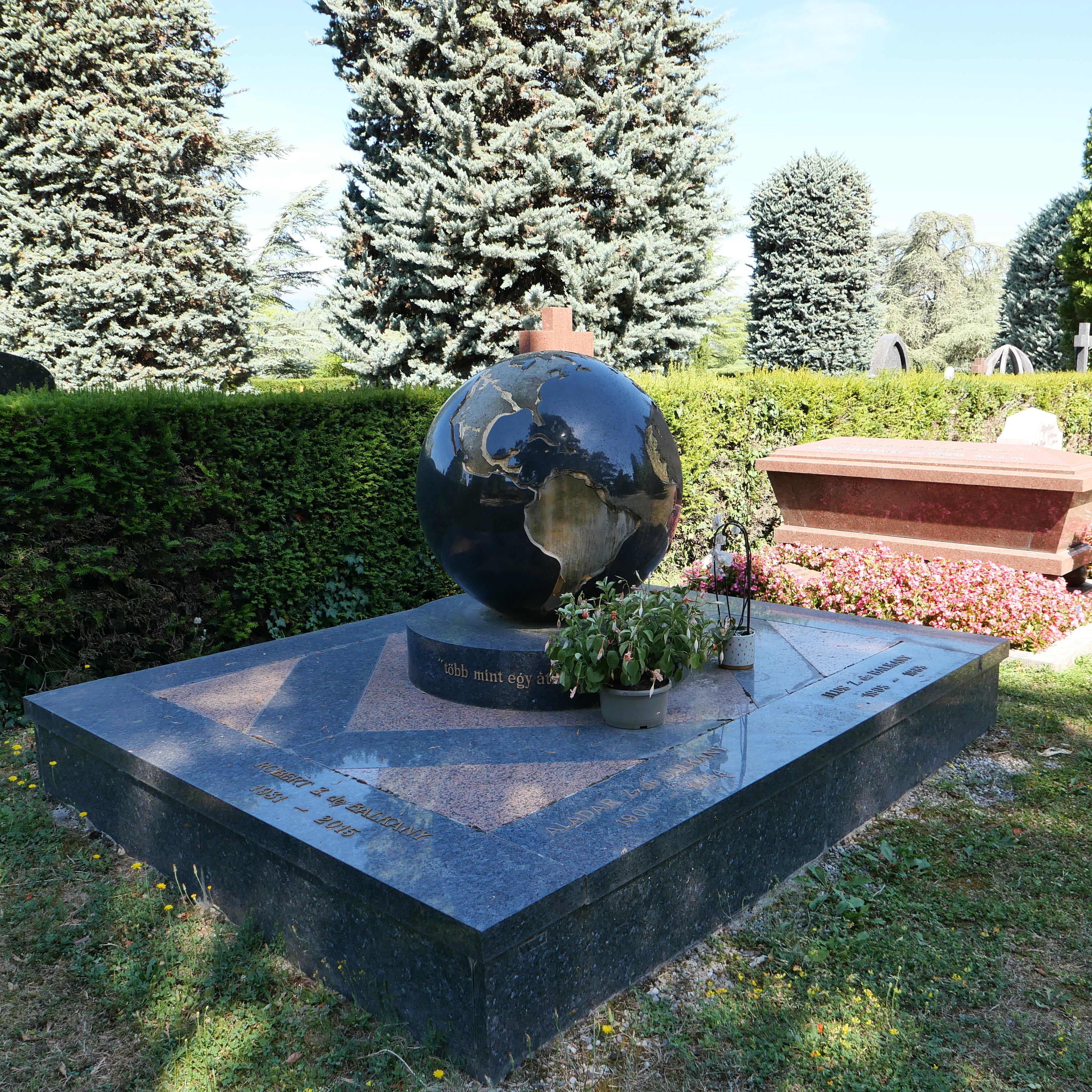
La tomba di Zellinger de Balkany e suo padre nel cimitero di Saint-Georges a Ginevra, Svizzera.

Nel 1957 Robert de Balkany ha sposato in prime nozze Geneviève, figlia dell'ambasciatore André François-Poncet, dalla quale ha divorziato nel 1966. Nel 1969 si sposa con Maria Gabriella di Savoia, figlia dell'ultimo re d'Italia Umberto II. Divorziano nel 1990.